# Павловский, Андрей Ростиславович
Андрей Ростиславович Павловский (род. 25 июля 1962, Москва) — российский художник, дизайнер, член Московского Союза художников, член Творческого Союза художников России, член Международной федерации художников UNESCO (IFA), член Российского Философского общества.

## Биография
Происходит из потомков дворян Черниговской губернии Российской империи и дворян Войска Донского. Среди предков — русские офицеры; участники Отечественная война 1812 года; Обороны Севастополя (1854—1855); первопоходник сотник Анатолий Александрович Линьков (знак 3453), видный железнодорожный инженер-изобретатель Ф. П. Казанцев.
Родился в семье военного инженера и врача.
По признанию художника, наибольшее влияние на формирование его эстетики оказали: Заслуженный художник Российской Федерации, профессор Ленинградского высшего художественно-промышленного училища им. Мухиной (ныне — Санкт-Петербургской художественно-промышленной академии) Дмитрий Шувалов (1932—2013), выпускник ВХУТЕМАС Серафим Александрович Павловский (1903—1989).
В 1984 году прошли первые выставки (живопись и графика). Участник многих художественных выставок. Живописные работы находятся в частных собраниях России, Германии, США, Швеции.
В 1986 году начал работу в области дизайна рекламы и полиграфической рекламно-представительской продукции.
Сотрудничал с ЦК ВЛКСМ, центром Стаса Намина (SNC), фирмой «Мелодия», издательством «Радуга», Государственным центральным концертным залом «Россия» (в частности, с Сергеем Винниковым), Москонцертом, Московской государственной филармонией, корпорацией «МиГ», ВНПО «Электроника» и др. организациями. Дизайнер конкурсов «Московская красавица»; автор десятков коммерческих рекламно-представительских плакатов ведущих персоналий эстрады и шоу-бизнеса.
В 1987—1990 годы преподавал в студии эстетики визуального восприятия «Студия А»; директор рекламных агентств: Jupiter (совместное предприятие СССР и Гонконга) и Commonwealth (совместное предприятие СССР и США).
В дальнейшем работа по заказам Аппарата Правительства РФ, Министерства экономического развития и торговли РФ; сотрудничал с журналами Elle, Elle-Decor, Moulinrouge, Antourage, «Мезонин», Maxim, российским информационным агентством «Новости».
Дизайнер рекламно-представительской продукции таких мероприятий, как «Дни Москвы» в Варшаве, Праге, Мадриде, Будапеште (Режиссёр и продюсер — Сергей Винников), Вене, музыкальных фестивалей «Ступень к Парнасу», «МузЭко-90» и др.
В 2002 году — организатор и главный художник креативного объединения «Группа художников М’арт».
Куратор художественно-экспозиционных проектов (последний, по времени, дизайнерский и кураторский проект — «Портрет науки на рубеже эпох. Моисей Наппельбаум, Александр Маров» в Санкт-Петербургском государственном центре фотографии (2007) и Политехническом музее (2008).

## Сфера деятельности
Основной сферой деятельности является графический дизайн. Представитель переходного (советско-постсоветского) творческого поколения. Участник процесса формирование эстетики современного российского дизайна рекламно-представительской и рекламно-издательской продукции. Дизайн Павловский отличают лаконичность, и акцентированная рациональность решений. В основе эстетической концепции лежат переосмысленные и актуализированные элементы русского конструктивизма и фовизма. Ввел в обращение термин «аддитивный конструктивизм».
Автор работ, ставших характерными образцами коммерческого плаката и графического дизайна прошедших двадцати лет (полиграфические оттиски многих работ хранятся в Российской Государственной библиотеке).
- Плакат Международного телевизионного фестиваля современной песни «Ступень к Парнасу», 90×60 см, 1990
- Плакат-Афиша программы «Дни Москвы в Вене», 100×70 см, 1999
- Афиша литературного вечера в Лондонском унивеситетском колледже, 100×70 см, 2003
- Афиша фотографической выставки , 90×60 см, 2005-2008

## Избранные проекты
- Проект «Россия — Планета пространств», 2002, клиент — правительство РФ (продюсеры — Алексей Волин, Кузьма Михайлов).[9]
- Подарочное издание-альбом «Министерство экономического развития и торговли. 1802—2002», 2002, клиент — МЭРиТ РФ.
- Проект Chechnya. Questions & Ansvers, 2003, клиент — администрация президента РФ[10]
- Главный дизайнер рекламы премия «Русский Букер» 2004 года, клиент — «Открытая Россия» — «Русский Букер».
- Проект «Когда-нибудь мы вспомним это», 2005, клиент — МЭРиТ РФ.
- Проект United Technologies in Russia, 2002—2006, клиент — UT International Operations (продюсер — Наталья Сорокина).
- Проект «Вера, сила, победа» — 15 лет, 2006—2008, клиент — МФК «Дина».
- Сувенирные плакаты для Лоры Квинт, Аллы Пугачевой, групп «Бригада С», «Рондо», «Коррозия металла», Scorpions и т. д.